# Nematanthus crassifolius
Nematanthus crassifolius là một loài thực vật có hoa trong họ Tai voi. Loài này được (Schott) Wiehler mô tả khoa học đầu tiên năm 1981.